# 古川町立畦畑中学校
古川町立畦畑中学校（ふるかわちょうりつ　うねはたちゅうがっこう）は、かつて岐阜県吉城郡古川町に存在した公立中学校。

## 概要
- 旧・吉城郡小鷹利村の中学校であり、畦畑小学校に併設されていた。1966年に古川中学校に統合され廃校。

## 沿革
- 1947年（昭和22年）4月1日 - 小鷹利村字畦畑に小鷹利村立小鷹利中学校畦畑分校として開校。畦畑小学校に併設。
- 1956年（昭和31年）4月1日 - 古川町、細江村、小鷹利村と合併し、古川町が発足。同時に古川町立小鷹利中学校畦畑分校に改称する。
- 1959年（昭和34年）4月 - 古川町立畦畑中学校として小鷹利中学校から独立する[注釈 3]。畦畑小学校に併設。
- 1966年（昭和41年）4月 - 古川中学校に統合され廃校。